# Lacul Bicaz
Het Lacul Bicaz of, officieel, Lacul Izvorul Muntelui is het grootste meer in Roemenië. Het meer ontstond nadat er een dam werd gebouwd op de rivier de Bistrița. Deze dam ligt een paar kilometer ten noorden van de stad Bicaz.
De dam werd gebouwd tussen 1950 en 1960 met de bedoeling om waterkracht te genereren voor de elekriciteitscentrale Bicaz-Stejaru.
De dam heeft een hoogte van 127 m, een lengte van 435 m en een maximum breedte van 119 m. Het meer heeft een lengte van 40 km, een oppervlakte van 33 km² en een inhoud van 1250 miljoen m³.
Het meer is erg populair bij toeristen, vooral in de zomer, wanneer bezoekers vanaf de haven van Bicaz met een boot het meer op kunnen varen uitzicht hebben op het Ceahlăugebergte in het westen. Tussen 1960 en 1970 werd er vanuit Bicaz een veerdienst onderhouden naar de dorpen aan het meer.